# Abraham Dee Bartlett
Pour les articles homonymes, voir Bartlett.
Abraham Dee Bartlett est un zoologiste britannique, né en 1812 et mort en 1897.

## Biographie
Il tient une petite boutique d’histoire naturelle près du British Museum où il commercialise notamment des animaux qu’il taxidermise.
Il obtient plus tard la direction du jardin zoologique de la Zoological Society of London de 1859 à 1897. Il publie de nombreux articles sur ses observations qu’il réalise dans le zoo de Londres. Les observations qu'il réalise au jardin zoologique seront publiées après sa mort dans deux livres : Wild Animals in Captivity (1898) et Life among Wild Beasts in ’the Zoo’ (1900).
Son fils aîné est le zoologiste Edward Bartlett (1836-1908).